# Oxford Falls, New South Wales
Oxford Falls este o suburbie în Sydney, Australia.